# Marratech
Marratech är ett svenskt företag som 1998-2009 tillverkade programvara avsedd för videokonferenser och e-möten. 
I april 2007 köpte Google Marratechs programvaror, patent med mera; dock inte själva företaget. De flesta ingenjörer och nyckelpersoner flyttade till Google.. Google sa sig planera att initialt använda produkten för sina anställda och senare, efter en omfattande vidareutveckling, tillhandahålla produkten för allmänheten. 
Den 30 juni 2009 upphörde Marratech AB att erbjuda licensförsäljning av servrar och andra produkter. Marratech AB stängde ned sin webbplats, inklusive diskussionsforum, nedladdning av Marratech-klienten, e-mötesportaler och Java WebStart-tjänsten. På webbplatsen rekommenderade man sina kunder att gå över till produkten Elluminate. Eftersom många svenska universitet använde Marratech har SUNET undersökt möjligheten till en nationell upphandling av en lösning och har tecknat avtal med Logica om Adobe Acrobat Connect Pro.

## Historik
Marratech AB grundades 1998 som en avknoppning från Centre for Distance-Spanning Technology Luleå tekniska universitet. Grundarna omfattar avlidne professor Dick Schefström, professor Peter Parnes,  (numera pensionerade) Johnny Widén, Professor Kåre Synnes, Mikael Börjeson, Magnus Hedberg, Serge Lachapelle och Claes Ågren. En Marratech-prototyp såg dagens ljus år 1995 som en del av ett EU-projekt kallat Multimedia Assisted Tele-engineering (MATES).
Marratechs första produkt, som erbjöd röst-, video, whiteboard och chatt för grupper, släpptes i november 1998. Den första utgåvan krävde tillgång till ett multicast-nätverk och använde en lösning utan konferensserver. Lösningen har sedan utvecklats till att stödja såväl konventionella IP unicast-nätverk som IP multicast, hög säkerhet och flera operativsystem. En distribuerad arkitektur är möjlig genom att klienten utför all bearbetning, kodning och kryptering, vilket avlastar servern och ger ökad skalbarhet. För tillförlitlig, serverfri, skalbar kommunikation över både multicast- och unicast används så kallad Scalable Reliable Multicast (SRM) över Real-time Transport Protocol (RTP), vilket kallas SRRTP. 
År 2004 införde Marratech stöd för audiokonferenser med uppringda IP-telefoner, konventionella telefoner och mobiltelefoner via Session Initiation Protocol (SIP). År 2005 lades stöd för videokonferensstandarden H.323 till för att kommunicera med traditionell videkonferensutrustning.
Ordet (M-)arra betyder "samisk mötesplats" och tech för "technology". Arran är ett samisk ord för "härd, eldstad". Som folk brukade samlas runt. Innebörden av m:et före arra kommer av att tekniken IP-multicast användes. Av tradition så har projekt som skapats på LTU och CDT ett m framför, t.ex. mStar, mAudio eller mVideo.